# Parîstivka, Borzna
Parîstivka (în ucraineană Паристівка) este un sat în comuna Holovenkî din raionul Borzna, regiunea Cernihiv, Ucraina.

## Demografie
Componența lingvistică a localității Parîstivka
     Ucraineană (99,1%)
     Alte limbi (0,9%)
Conform recensământului din 2001, majoritatea populației localității Parîstivka era vorbitoare de ucraineană (99,1%), existând în minoritate și vorbitori de alte limbi.